# Rauman Lukko
Rauman Lukko (w skrócie Lukko) – fiński klub hokeja na lodzie z siedzibą w Rauma.
W 2021 klub został mistrzem Finlandii po raz pierwszy od 58 lat i drugi w historii.

## Sukcesy
- Złoty medal mistrzostw Finlandii: 1963 (SM-sarja), 2021 (SM-liiga)
- Puchar Finlandii: 1964, 1969
- Srebrny medal mistrzostw Finlandii: 1988 (SM-liiga)
- Brązowy medal mistrzostw Finlandii: 1994, 1996, 2011, 2014 (SM-liiga)
- Hopealuistin: 2015, 2016, 2021
- Trofeum pamiątkowe Harry’ego Lindbladina: 2021